# Ruqun

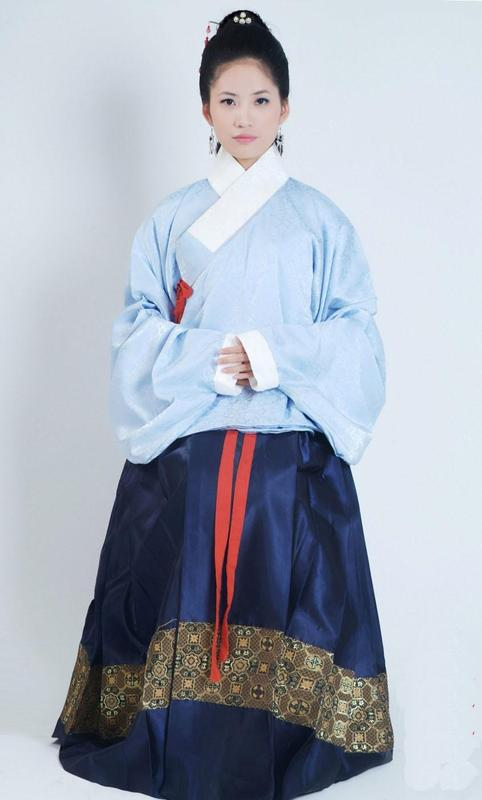

Rú qún (chino: 襦裙; Wade-Giles: ju2 ch'ün2; Pinyin: rú qún) es una vestimenta tradicional china, generalmente de mujer, consistente en una blusa (襦, ru) y una falda que envuelve la cintura (裙, qun).
Tiene una larga historia, siendo utilizado por mujeres desde el periodo de guerra. Un ejemplo de Rú cún es el que usa Hua Mulan.
Es algo que caracteriza a los ciudadanos de China, pues es una vestimenta de su comunidad que contribuye a la cultura.  

## Imagen

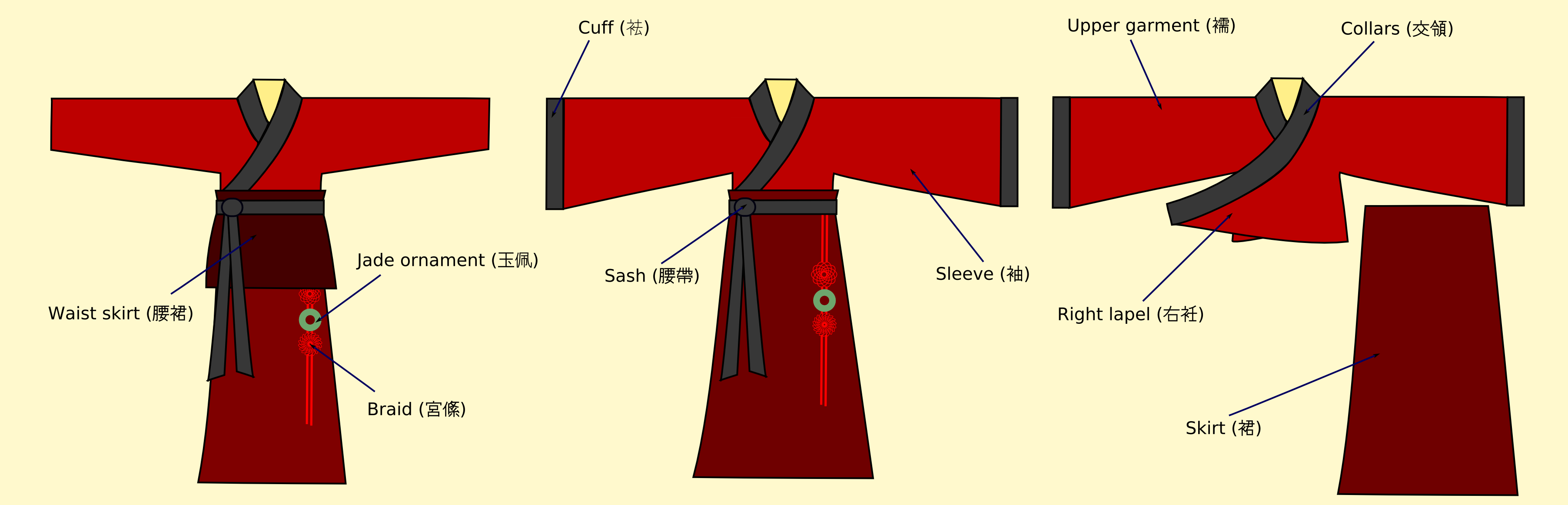
Dos tipos de ruqun.

## Historia
Generalmente la blusa se encaja en la falda. La popularidad del  rú qún  era escasa durante la Dinastía Han, pero creció en las Dinastías del Norte y del Sur. Luego, en las dinastías Sui y Tang, las faldas se ataban cada vez más arriba de la cintura, hasta que finalmente fueron amarradas por encima de los pechos; se usaba con blusas cortas. 
Además de las blusas de cuello cruzado normales, existían las paralelas/cuello recto (對襟), que fueron usadas en este período, exponiendo así la división de los senos. Durante la Dinastía Song el atado de las faldas fue descendiendo hasta la cintura.